# Carmen (film 1984)
Carmen – francusko-włoski film muzyczny z 1984 roku w reżyserii Francesco Rosiego. Adaptacja opery Carmen autorstwa Georges'a Bizeta, zrealizowanej według noweli Prospera Mériméego. Zdjęcia kręcono w Andaluzji (prowincje Malaga i Sewilla).

## Obsada
- Julia Migenes: Carmen
- Plácido Domingo: Don José
- Ruggero Raimondi: Escamillo
- Faith Esham: Micaëla
- François Le Roux: Moralès
- John-Paul Bogart: Zuñiga
- Susan Daniel: Mercédès
- Lillian Watson: Frasquita
- Jean-Philippe Lafont: Dancaïre
- Gérard Garino: Remendado